# Vasile Patilineț
Vasile Patilineț (n. 21 decembrie 1923, Lupeni, Hunedoara, România – d. 1986, Ankara, Turcia) a fost un demnitar comunist român, apropiat al lui Nicolae Ceaușescu.
În septembrie 1945 a devenit membru a PCR. A fost membru al CC al PMR responsabil cu Securitatea, adjunct al Direcției organizare, deputat în MAN din partea județului Satu-Mare, Ministrul Economiei Forestiere și Materialelor de Construcții , Ministrul Minelor, Petrolului și Geologiei.
La sfârșitul anului 1965, Ceaușescu l-a însărcinat în secret pe Vasile Patilineț, un mare specialist în dosare politice, cu lansarea unei anchete privind represiunea internă din partid. Această idee era legată de strângerea de documente referitoare la implicarea directă a lui Alexandru Drăghici în asasinarea lui Lucrețiu Pătrășcanu.
Fiica sa, Amalia, a murit ca urmare a unui avort provocat în condiții ilegale, datorate decretului 770 de interzicere a avorturilor, decret sprijinit chiar de tatăl său.
A murit în Turcia, într-un accident de mașină, pe când era în misiune diplomatică la Ankara; există speculații că accidentul ar fi fost provocat de Securitate.
A locuit în Strada Herăstrău, 35, București. După misteriosul său deces, vila a fost ocupată de Ion Dincă, iar după revoluție noul chiriaș a devenit șeful SRI din acea vreme, Virgil Măgureanu.

## Decorații
- Medalia „A cincea aniversare a Republicii Populare Române” (24 decembrie 1952) „pentru lupta și munca duse în vederea făuririi, consolidării și prosperării Republicii Populare Române”[8]
- Medalia „Eliberarea de sub jugul fascist” (24 decembrie 1952) „pentru lupta dusă împotriva fascismului”[9]
- Ordinul Muncii clasa a III-a (21 august 1954) „pentru merite deosebite pe tărîmul construcției de stat, economice, sociale și culturale, cu ocazia celei de a zecea aniversări a eliberării patriei noastre”[10]
- Ordinul „23 August” clasa a IV-a (12 august 1959) „pentru merite deosebite în opera de construire a socialismului”[11]
- Medalia „40 de ani de la înființarea Partidului Comunist din Romînia” (6 mai 1961) „pentru merite în activitatea de partid și întărirea regimului democrat-popular”[12]
- Ordinul Muncii clasa I (4 aprilie 1962) „pentru merite deosebite în munca de colectivizare a agriculturii și întărirea economico-organizatorică a gospodăriilor agricole colective”[13]
- Ordinul „Steaua Republicii Populare Romîne” clasa a III-a (18 august 1964) „pentru merite deosebite în opera de construire a socialismului, cu prilejul celei de a XX-a aniversări a eliberării patriei”[14]
- Ordinul „Tudor Vladimirescu” clasa a II-a (30 aprilie 1966) „cu prilejul celei de-a 45-a aniversări de la înființarea Partidului Partidului Comunist din România, pentru merite deosebite în opera de construire a socialismului”[15]
- Medalia „A XXV-a Aniversare a Eliberării Patriei” (4 august 1969) „pentru merite deosebite în lupta împotriva fascismului, în eliberarea țării, în războiul antihitlerist, în instaurarea puterii democrat-populare și construirea socialismului în Republica Socialistă România, cu prilejul celei de-a XXV-a aniversări a eliberării patriei”[16]
- Ordinul „Steaua Republicii Socialiste România” clasa I (4 mai 1971) „cu prilejul aniversării a 50 de ani de la constituirea Partidului Comunist Român, [...] pentru merite deosebite în opera de construire a socialismului”[17]
- Medalia „25 de ani de la proclamarea Republicii” (26 decembrie 1972) „pentru merite deosebite în opera de construire a socialismului, cu prilejul aniversării a 25 de ani de la proclamarea Republicii”[18]